# Наволокин, Сергей Фёдорович
Сергей Фёдорович Наволокин (род. 6 августа 1959, Жамбыл, Карагандинская область) — советский легкоатлет.   Чемпион СССР по кроссу 1982 года в Ессентуках на дистанции 10 км с результатом 30 мин 26,4 с. Рекордсмен Казахстана: 3000 м — 7.48,35; 5000 м — 13.35,64. Победитель юниорского и молодёжного первенства СССР, многократный чемпион Казахстана.